# Ленинградский район (Краснодарский край)
Ленинградский район — административно-территориальная единица и муниципальное образование (муниципальный район) в составе Краснодарского края России. 
Административный центр — станица Ленинградская.

## География
Ленинградский район расположен в северной части края, территория в основном равнинная. Почвы в районе карбонатные чернозёмные, из недр добываются природный газ, глина и вода.

## История
- 2 июня 1924 года был образован Уманский район в составе Кубанского округа Юго-Восточной области с центром в станице Уманской. В его состав вошла часть территории упраздненного Ейского отдела Кубано-Черноморской области. Первоначально район включал в себя 5 сельских советов: Белый, Крыловский, Куликовский, Новоплатнировский, Уманский.
- С 16 ноября 1924 года район в составе Северо-Кавказского края.
- 21 февраля 1927 года район был упразднен, его территория разделена между Павловским и Каневским районами.
- 31 декабря 1934 года в результате разукрупнения из части территории Павловского района был образован уже Ленинградский район с центром в станице Ленинградская. Одновременно был образован Сталинский район с центром в станице Крыловская.
- С 13 сентября 1937 года Ленинградский район в составе Краснодарского края.
- 22 августа 1953 Ленинградский и Сталинский районы были объединены под наименованием Сталинский район, однако центр района остался в станице Ленинградской.
- 12 декабря 1960 года Сталинский район был переименован в Ленинградский.
- С 11 февраля 1963 по 3 марта 1964 район был упразднен, его территория входила в состав Павловского района.
- В 1993 году была прекращена деятельность сельских Советов, территории сельских администраций преобразованы в сельские округа.
- В 2005 году в муниципальном районе в границах сельских округов были образованы 12 сельских поселений.

## Население
| 1939    | 1959    | 1970    | 1979    | 1989    | 2002    | 2006    | 2010    | 2011    |
| ------- | ------- | ------- | ------- | ------- | ------- | ------- | ------- | ------- |
| 24 427  | ↗57 620 | ↗58 026 | ↗58 887 | ↗61 352 | ↗66 679 | ↘65 541 | ↘63 505 | ↗63 562 |
| 2012    | 2013    | 2014    | 2015    | 2016    | 2017    | 2018    | 2019    | 2020    |
| ↘63 539 | ↘63 411 | ↗63 434 | ↗63 734 | ↗64 176 | ↘63 735 | ↘63 420 | ↘63 264 | ↗63 318 |
| 2021    | 2023    | 2025    |         |         |         |         |         |         |
| ↘59 536 | ↘58 921 | ↘58 628 |         |         |         |         |         |         |

Население района на 01.01.2006 года составило 65 541 человека, все — сельские жители. Среди всего населения мужчины составляют — 45,9 %, женщины — 54,1 %. Женского населения фертильного возраста — 17 249 человек (49,1 % от общей численности женщин). Дети от 0 до 17 лет — 14 121 человек (21,5 % всего населения), взрослых — 51 420 человек (77,7 %). В общей численности населения 38 825 (59,2 %) — лица трудоспособного возраста, 22,5 % — пенсионеры.
Национальный состав
По итогам переписи населения 2020 года проживали следующие национальности (национальности менее 0,1 % и другое см. в сноске к строке «Другие»):
| Национальность | Численность, чел. | Доля     |
| -------------- | ----------------- | -------- |
| Русские        | 56 967            | 95,68 %  |
| Армяне         | 627               | 1,05 %   |
| Украинцы       | 388               | 0,65 %   |
| Цыгане         | 309               | 0,52 %   |
| Белорусы       | 113               | 0,19 %   |
| Азербайджанцы  | 78                | 0,13 %   |
| Татары         | 71                | 0,12 %   |
| Грузины        | 65                | 0,11 %   |
| Немцы          | 64                | 0,11 %   |
| Другие         | 854               | 1,44 %   |
| Итого          | 59 536            | 100,00 % |

## Административно-муниципальное устройство
В рамках административно-территориального устройства края, Ленинградский район включает 12 сельских округов.
В рамках организации местного самоуправления в Ленинградский район входят 12 муниципальных образований нижнего уровня со статусом сельских поселений:
| №  | Муниципальное образование            | Административный центр    | Количество населённых пунктов | Население (чел.) | Площадь (км²) |
| -- | ------------------------------------ | ------------------------- | ----------------------------- | ---------------- | ------------- |
| 1  | Белохуторское сельское поселение     | хутор Белый               | 1                             | ↘1108            | 66,76         |
| 2  | Восточное сельское поселение         | посёлок Бичевый           | 5                             | ↘1267            | 60,33         |
| 3  | Западное сельское поселение          | хутор Западный            | 2                             | ↘1102            | 113,98        |
| 4  | Коржовское сельское поселение        | хутор Коржи               | 1                             | →1087            | 52,33         |
| 5  | Крыловское сельское поселение        | станица Крыловская        | 1                             | ↘5567            | 185,61        |
| 6  | Куликовское сельское поселение       | хутор Куликовский         | 1                             | ↘1756            | 57,59         |
| 7  | Ленинградское сельское поселение     | станица Ленинградская     | 4                             | ↘35 970          | 394,34        |
| 8  | Новоплатнировское сельское поселение | станица Новоплатнировская | 2                             | ↘3129            | 134,57        |
| 9  | Новоуманское сельское поселение      | посёлок Октябрьский       | 5                             | ↘2792            | 128,09        |
| 10 | Образцовое сельское поселение        | посёлок Образцовый        | 4                             | ↘1724            | 68,71         |
| 11 | Первомайское сельское поселение      | посёлок Первомайский      | 4                             | ↘1918            | 83,52         |
| 12 | Уманское сельское поселение          | посёлок Уманский          | 3                             | ↘1501            | 57,53         |

## Населённые пункты
В Ленинградском районе 33 населённых пункта:
| №  | Населённый пункт  | Тип     | Население | Муниципальное образование            |
| -- | ----------------- | ------- | --------- | ------------------------------------ |
| 1  | Андрющенко        | хутор   | ↘223      | Ленинградское сельское поселение     |
| 2  | Белый             | хутор   | ↘1108     | Белохуторское сельское поселение     |
| 3  | Березанский       | хутор   | ↘83       | Новоуманское сельское поселение      |
| 4  | Бичевый           | посёлок | ↘1292     | Восточное сельское поселение         |
| 5  | Ближний           | посёлок | ↗276      | Новоуманское сельское поселение      |
| 6  | Бурдатский        | посёлок | ↗88       | Восточное сельское поселение         |
| 7  | Восточный         | хутор   | ↘349      | Ленинградское сельское поселение     |
| 8  | Высотный          | посёлок | ↘12       | Образцовое сельское поселение        |
| 9  | Грачевка          | посёлок | ↗84       | Уманское сельское поселение          |
| 10 | Западный          | хутор   | ↗916      | Западное сельское поселение          |
| 11 | Звезда            | посёлок | ↗557      | Первомайское сельское поселение      |
| 12 | Зерновой          | посёлок | ↘49       | Первомайское сельское поселение      |
| 13 | Изобильный        | посёлок | ↘76       | Новоуманское сельское поселение      |
| 14 | Коржи             | хутор   | →1087     | Коржовское сельское поселение        |
| 15 | Краснострелецкий  | хутор   | ↘170      | Ленинградское сельское поселение     |
| 16 | Крыловская        | станица | ↘5567     | Крыловское сельское поселение        |
| 17 | Куликовский       | хутор   | ↘1756     | Куликовское сельское поселение       |
| 18 | Лаштованный       | посёлок | ↘33       | Образцовое сельское поселение        |
| 19 | Ленина            | хутор   | ↗176      | Новоплатнировское сельское поселение |
| 20 | Ленинградская     | станица | ↘35 561   | Ленинградское сельское поселение     |
| 21 | Луговой           | посёлок | ↗96       | Первомайское сельское поселение      |
| 22 | Моторный          | посёлок | ↗117      | Уманское сельское поселение          |
| 23 | Новоплатнировская | станица | ↘3011     | Новоплатнировское сельское поселение |
| 24 | Образцовый        | посёлок | ↘1717     | Образцовое сельское поселение        |
| 25 | Октябрьский       | посёлок | ↘2507     | Новоуманское сельское поселение      |
| 26 | Первомайский      | посёлок | ↘1294     | Первомайское сельское поселение      |
| 27 | Реконструктор     | хутор   | ↘167      | Новоуманское сельское поселение      |
| 28 | Ромашки           | хутор   | ↘230      | Западное сельское поселение          |
| 29 | Смелый            | посёлок | ↘49       | Восточное сельское поселение         |
| 30 | Солнечный         | посёлок | ↗118      | Образцовое сельское поселение        |
| 31 | Трудовой          | посёлок | ↗299      | Восточное сельское поселение         |
| 32 | Уманский          | посёлок | ↘1275     | Уманское сельское поселение          |
| 33 | Утро              | посёлок | ↗172      | Восточное сельское поселение         |

## Экономика

### Транспорт
Ближайшая железнодорожная станция Северо-Кавказской железной дороги — Уманская находится в пределах Ленинградского сельского поселения.

## СМИ
- Газета Ленинградского района «Степные зори» издается с 1934 года. Тираж более 5 тысяч.
- Телевидение «Стимул», основано в 1992 году.
- Радиовещание: радиоканал "Ленинградский ХИТ" (основан 21.03.2006 года), частота вещания 106,5 МГц.; радиоканал "Первое Ленинградское радио" (основан 10.01.2014 года), частота вещания 102,7 МГц.

## В районе родились
- Кудряшева, Клавдия Кузьминична (род. 1925) — оперная певица, народная артистка СССР (1970).
- Котенков, Александр Алексеевич (род. 1952) — полномочный представитель Президента Российской Федерации в Совете Федерации (1996-2004), полномочный представитель Президента Российской Федерации в Государственной Думе (2004-2013).